# Burg Dorndiel
Die Burg Dorndiel, auch Dorndieler Burg und später Dorndieler Hof, Pfälzer Hof und Pfalzhof genannt, ist eine abgegangene Wasserburg auf dem Gelände des ehemaligen Dorndieler Hofes, heute Teil des Ortsteiles Dorndiel der Stadt Groß-Umstadt im Landkreis Darmstadt-Dieburg in Hessen im Odenwald.

## Lage
Die Burg befand sich auf dem Gelände des späteren Dorndieler Hofes, der damals unabhängig vom Flecken Dorndiel war, zur Klein-Umstädter Gemarkung gehörte und damit im Kondominat Umstadt geteilter Besitz der Kurpfalz und Hessen-Darmstadt war. Der Dorndieler Hof war in der Geschichte meist mit Wald-Amorbach verbunden. Der Standort der Burg liegt heute im südwestlichen Bereich des heutigen Umstädter Stadtteils Dorndiel, der im Mittelalter, wie der gesamte Bachgau, kurmainzischer Besitz war.

## Geschichte

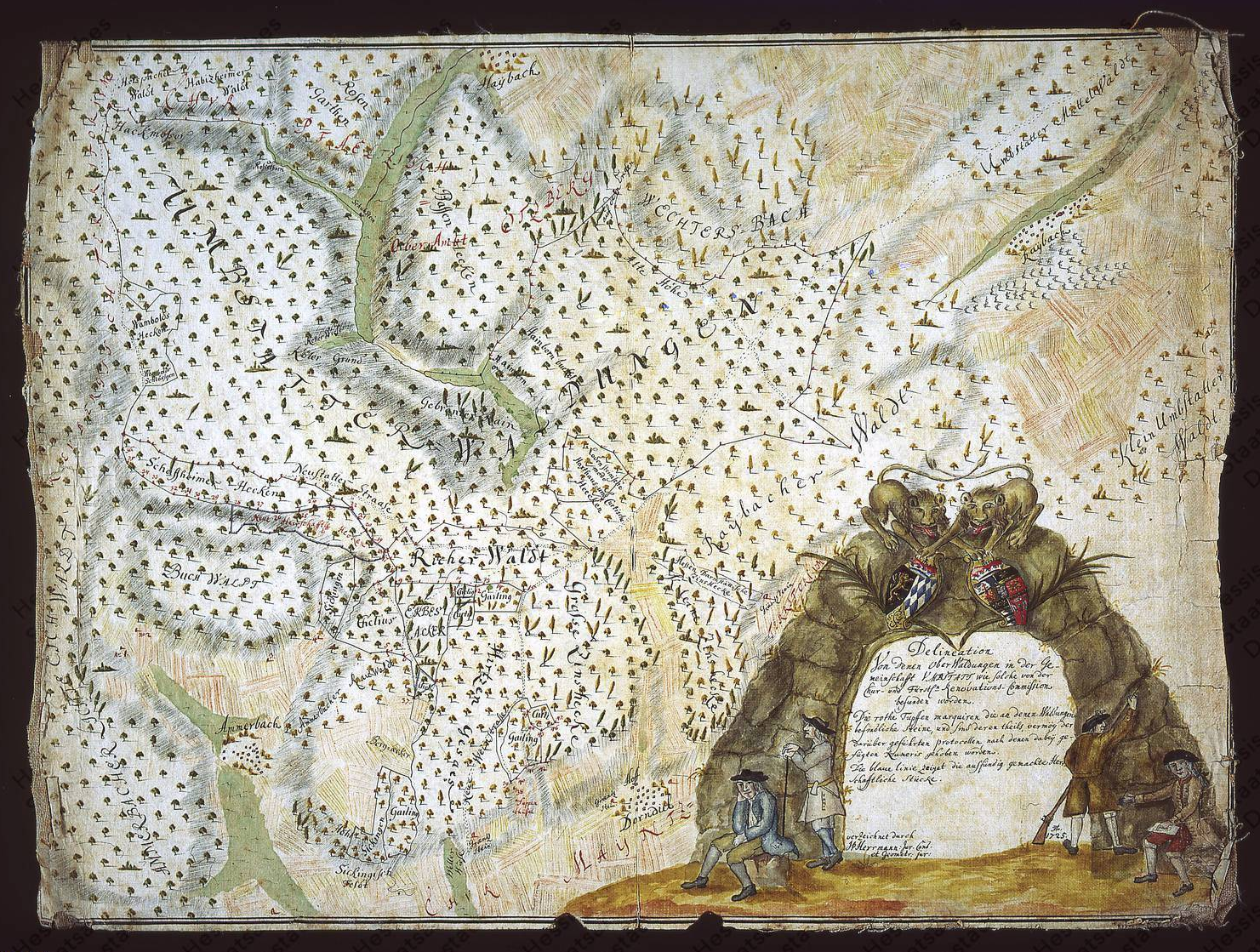
(Teil-)Karte der Waldungen im Kondominat Umstadt. Unten rechts über Dorndiel der Dorndieler Hof, wo sich die Burg befunden hat

Wappen der wahrscheinlichen Burgbesitzer im 14. Jahrhundert

Es gibt kaum geschichtliche Zeugnisse über die Burg, die wohl nur als Wohnturm oder Kemenate mit Wallumbauung angesehen werden muss. Die kleine Burg war eine Wohnburg der niederadligen Herren von Amorbach, die um Wald-Amorbach kleine Lehensgüter und Besitzungen hatten. Als Schelle von Amorbach werden sie 1390 als Burgherren genannt. Sie waren auch Burgmannen auf der nahen Burg Breuberg und der Burg Klingenberg. Urkundlich erwähnt, waren um 1786 am Pfälzer / Dorndieler Hof noch Reste der Burgfundamente sichtbar. Mit hoher Wahrscheinlichkeit sind die Reste der Burg zum Aufbau des festen Sitzes des Hofgutes benutzt wurden.
Der Fund einer römischen Gesichtsmaske aus dem roten Sandstein der Gegend im Dorndieler Wald, heute im Darmstädter Landesmuseum aufbewahrt, lassen auch die Vermutung zu, dass es sich um Reste einer römischen villa rustica handeln könnte und es sich bei der späteren Zuschreibung an die Herren von Amorbach um eine Verwechslung mit der ebenfalls untergegangenen und nahegelegenen Burg Amorbach handeln könnte.
Wie das Mühlhäuser Schlößchen, die sogenannte Bacheburg (Reste der ehemaligen Wasserburg beim Obernburger Ortsteil Neustädterhof zwischen Mömlingen und Eisenbach, die eine längst zerstörte und abgegangene Vorgängerburg auf dem Schneirersbuckel nur ca. 100 Meter weiter südwestlich hatte), wie die Burg am Ölenbuckel des Obernburger Ortsteiles Eisenbach (die ebenfalls eine Vorgängerburg hatte) und wie die abgegangene Burg Waldamorbach am Geldloch waren es wohl Kleinburgen von Niederadligen der Umgebung, die meist Burgmannen der Burg Breuberg waren und mit ihren wehrhaften Sitzen die Taleingänge zur Hauptburg Breuberg kontrollieren halfen.

### Baugeschichte und Heutiger Bestand
Heute sind keinerlei Reste der Burg mehr sichtbar. Das Gelände wurde aber auch noch nie archäologisch untersucht. Aus den urkundlichen Beschreibungen ist nur bekannt, dass es zumindest im Erdgeschoss aus dem lokal vorkommenden Sandstein des Odenwaldes gemauert und von einem Wall umgeben war.
Die später hier errichteten Fachwerkhäuser des Pfälzer Hofes sind heute eingetragene Kulturdenkmäler.